# Reducerande ugnsatmosfär
Reducerande ugnsatmosfär , reduktionsförbränning är en metod att glasera keramik som innebär att medan glasyren är flytande i ugnen reduceras ugnens syretillförsel.
När keramikglasyrer bränns i en keramikugn så kan man antingen ge glasyren fri tillgång till syre -oxiderande ugnsatmosfär - eller begränsa tillgången - reducerande ugnsatmosfär.
Rent praktiskt går reduktionen till så att man på elugnar täcker till alla hål i ugnen och stoppar in olika brännbara ämnen, som trä, naftalinkulor, eller liknande saker som bildar rök, eller gaser, vilka förtränger syret. Det kan också gå till så att man i en gasugn tillför brännbar gas utan syre.
Reducerande ugnsatmosfär ändrar ofta glasyrens utseende. Således blir exempelvis kopparoxid röd i reducerande atmosfär, medan den blir grön i oxiderande atmosfär. Vid kraftig reduktion kan vissa oxider metallisera. Reduktion kan också ge upphov till fläckighet.